# Bolečina v žrelu
Bolečina v žrelu oziroma boleče žrelo je simptom, katerega najpogostejši vzrok so okužbe žrela (zlasti s prehladnimi virusi), lahko pa gre tudi za vnetne bolezni, rakave in sistemske bolezni ali pa za posledico kajenja. Boleče žrelo je tudi redek neželeni učinek nekaterih zdravil. Zdravljenje, če je potrebno, je odvisno od vzroka. Pri virusni okužbi, ki je najpogostejši vzrok, antibiotično zdravljenje ni učinkovito, se pa ob takem neustreznem antibiotičnem zdravljenju poveča tveganje za pojav odpornosti bakterij proti antibiotikom.

## Vzroki
Najpogostejši vzrok bolečega žrela je virusna okužba žrela (virusni faringitis), zlasti s prehladnimi virusi, lahko pa je boleče žrelo simptom tudi drugih virusnih okužb (gripa, mononukleoza, ošpice, norice, covid 19, krup). Virusne okužbe žrela pogosto spremljajo še drugi simptomi, kot so izcedek iz nosu, kašelj, kihanje ...
Med pogostejše vzroke bolečega žrela spadajo tudi bakterijske okužbe, zlasti s streptokoki skupine A (Streptococcus pyognes). Pri odraslih so streptokoki skupine A povzročitelji 30 % vseh bakterijskih okužb žrela, pri otrocih pa kar 50 %.
Možni, a redkejši vzroki so še:
- gastroezofagealna refluksna bolezen[4] (najpogostejši vzrok kronične bolečine v žrelu),[1]
- hujše vnetne bolezni,[1]
- rak,[1][6]
- sistemske bolezni,[1]
- kajenje[1] in drugi viri draženja (onesnažen zrak, alkohol, pekoča hrana),[4]
- uporaba nekaterih zdravil.[1]

## Zdravljenje
Bolečine v žrelu so pogosto nenevarne in se pozdravijo same, zlasti če gre za virusno okužbo. Bolečine v žrelu zaradi virusne okužbe trajajo običajno pet do sedem dni in ne zahtevajo zdravljenja. Z zdravili lahko lajšamo težave, ki jih vnetje žrela povzroča. Za samozdravljenje bolečine v žrelu imamo na voljo različne pastile, pršila in ustne vode, ki delujejo lokalno na žrelo in lahko vsebujejo naslednje učinkovine:
- kalcijev pantotenat (po zaužitju se pretvori v pantotensko kislino oziroma vitamin B5, ki pomaga pri obnovi sluznic)
- antiseptike – amilmetakrezol, benzalkonijev klorid, cetilpiridinijev klorid, diklorobenzilalkohol, klorheksidin glukonat, krezol, povidon-jod (zavirajo rast in razvoj mikroorganizmov na sluznici)
- lokalne anestetike – lidokain in benzokain (lokalno zmanjšajo oziroma odpravijo občutek bolečine)
- benzidaminijev klorid (deluje protivnetno in protibolečinsko)
- flurbiprofen (nesteroidno protivnetno zdravilo s protibolečinskim, protivročinskim in protivnetnim delovanjem)
- islandski lišaj (sluzi zaščitijo sluznico pred draženjem, lišajske kisline pa delujejo blago protimikrobno)

Za lajšanje bolečin se uporabljajo tudi sistemsko delujoča protibolečinska zdravila, kot sta paracetamol in ibuprofen.
Kadar je vzrok bakterijska okužba, je lahko potrebno zdravljenje z antibiotiki.